# Thanh thương Hội Quốc tế
Thanh thương Hội Quốc tế tức Junior Chamber International (thường viết tắt là JCI) là một tổ chức bất vụ lợi quốc tế thu nhận giới trẻ từ 18 đến 40 tuổi với mục đích hợp tác góp sức để cùng làm thế giới tốt đẹp hơn.

## Lịch sử
Tổ chức nguyên thủy là Young Men's Progressive Civic Association (YMPCA, Hiệp hội Thanh niên Dân sự Cấp tiến) thành lập năm 1915 ở Hoa Kỳ. Sang năm sau hội đổi tên là "Junior Citizens", tức "Công dân Trẻ" (viết tắt là JCs) sau lại đổi thành "Junior Chamber of Commerce" và được dịch ra tiếng Việt là Thanh thương Hội (thanh: thanh niên, người trẻ tuổi; thương: thương mại).
Thời Chiến tranh thế giới thứ nhất, tổ chức này đề ra dự án St Louis và liên lạc với 30 thành phố khác để thành lập Thanh thương Hội Hoa Kỳ năm 1920.
Năm 1925 thành lập thêm phân hội tại nước Anh. Năm 1932 nhân Thế vận hội Mùa hè Los Angeles ban tổ chức đưa ra ý kiến lập một tổ chức cấp quốc tế và đến năm 1936 thì thành hình, mở mối liên lạc giữa các chi hội ở Mỹ, Canada, México, New Zealand, Úc, Anh và Colombia. Tháng Chạp năm 1944 ở Thành phố México Thanh thương Hội Quốc tế chính thức ra mắt gồm tám quốc gia thành viên. Thập niên đó cũng là lúc Hội phát triển mạnh ở Trung Mỹ. Tính đến năm 2009 Hội có 5.000 chi nhánh ở trên 100 quốc gia trên thế giới trong đó có Việt Nam.

### Đại hội quốc tế Thanh thương Hội thứ nhất
Năm 1946 khai mạc đại hội quốc tế thứ nhất của Thanh thương Hội ở Panama. Đại hội thứ tư ở Rio de Janeiro, Brasil cho mở trụ sở thường trực, đặt ở Coral Gables, FL, Hoa Kỳ. Năm 2002 thì chuyển về Chesterfield, MO.

## Thanh thương Hội tại Việt Nam
Thanh thương Hội có mặt tại Việt Nam từ năm 1954 khi Hội tham gia cứu vận y tế trong cuộc di cư từ miền Bắc vào miền Nam dưới tên "Operation Brotherhood" (Chiến dịch Huynh đệ). Hơn 700.000 người di cư được điều trị và cấp phát thuốc men do các trạm sở của Hội.
Sang thời kỳ Việt Nam Cộng hòa, Hội hoạt động với những thành tích như làng kiểu mẫu ở Bình Trị Đông, ngân hàng máu ở Đà Nẵng, trung tâm thanh niên tại Đà Lạt và khu Bàn Cờ, Sài Gòn.

## Tổ chức
Thanh thương Hội Quốc tế chia ra làm bốn vùng địa lý: 
- Châu Phi & Trung Đông
- Châu Á & Thái Bình Dương
- Châu Mỹ
- Châu Âu.

Mỗi vùng có đại hội riêng rồi nhóm họp toàn cầu vào mỗi Tháng Mười một. Đại hội thứ 64 của Thanh thương Hội Quốc tế năm 2009 sẽ tổ chức vào ngày 16 Tháng Mười một năm 2009 ở Hammamet, Tunisia. Năm 2010 sẽ họp ở Osaka, Nhật Bản.

## Liên kết
- JCI Việt Nam Lưu trữ ngày 15 tháng 9 năm 2009 tại Wayback Machine